# Jean de Clermont
Juan de Clermont ( - 19 de septiembre de 1356) señor de Chantilly y de Beaumont, fue un mariscal de Francia (1352) que murió en combate durante la Guerra de los Cien Años en la batalla de Poitiers. Jean era nieto de Guy I de Clermont.
Jean de Clermont sirvió bajo el mando de Raúl I de Brienne, conde de Eu en 1340 durante las campañas en Henao y Flandes. En los años posteriores combatió en Normandía, Aviñón y el Languedoc. En 1352 fue enviado a Flandes a negociar una tregua con los ingleses. Después de firmarse la tregua lo nombraron gobernador de Poitou, Saintonge, Angoumois, Périgord y Lemosín (1354).
En 1356, de Clermont aconsejó al rey Juan II de Francia que no se implicara en un combate con los ingleses sino que los rodeara y los dejase morirse de hambre. Su consejo fue ignorado, el rey Juan II decidió trabar batalla con los ingleses en Nouaillé-Maupertuis, al sur de Poitiers. De Clermont murió durante la batalla que terminó en un desastre militar para los franceses, y la captura del propio rey francés. 

## Literatura
- Barbara Tuchman. A Distant Mirror: The Calamitous Fourteenth Century – Der ferne Spiegel. Das dramatische 14. Jahrhundert, Claasen, Düsseldorf 1980, ISBN 3-546-49187-4